# Chenac-sur-Gironde
Chenac-sur-Gironde est une ancienne commune du sud-ouest de la France, située dans le département de la Charente-Maritime (région Nouvelle-Aquitaine). En 1965, elle a fusionné avec sa voisine Saint-Seurin-d'Uzet pour former la nouvelle commune de Chenac-Saint-Seurin-d'Uzet. Ses habitants sont appelés les Chenacais et les Chenacaises.
Campé au milieu d’un paysage vallonné dominant l’estuaire de la Gironde, ce petit village situé entre Barzan, Épargnes et Mortagne-sur-Gironde est marqué par la viticulture et la céréaliculture. Il s’inscrit dans la partie sud du Pays Royannais.

## Géographie

### Situation
Chenac-sur-Gironde se situe dans le sud-ouest du département de la Charente-Maritime, dans l’ancienne province de Saintonge. Appartenant au midi atlantique, elle se rattache à deux grands ensembles géographiques, le Grand Sud-Ouest français et plus rarement, le Grand Ouest français. Administrativement parlant, elle dépend depuis 2015 du canton de Saintonge Estuaire, dont le chef-lieu est Meschers-sur-Gironde, et du canton de Cozes avant cette date, dans l’arrondissement de Saintes et la Communauté d’agglomération Royan Atlantique. Son territoire s’étendait sur 1 433 hectares avant la fusion avec sa voisine Saint-Seurin-d'Uzet.
Le bourg est entouré au Nord-Ouest par la commune de Barzan, au Nord par Épargnes, au Nord-Est par Virollet, au Sud-Est par Mortagne-sur-Gironde, et au Sud par Saint-Seurin-d'Uzet. Il est distant de 3 kilomètres de Saint-Seurin-d'Uzet, auquel il est associé, de 3,4 kilomètres d'Épargnes, de 5 kilomètres de Mortagne-sur-Gironde, de 7,4 kilomètres de Cozes, de 9,3 kilomètres de Virollet, de 10,7 kilomètres de Meschers-sur-Gironde, actuel chef-lieu cantonal, de 13,1 kilomètres de Gémozac, de 20 kilomètres de Royan, de 29,5 kilomètres de Saintes, de 45,2 kilomètres de Blaye, de 48,5 kilomètres de Rochefort, de 75,9 kilomètres de La Rochelle, la préfecture départementale, et de 77,5 kilomètres de Bordeaux, préfecture régionale et seule métropole des environs. La commune avait une superficie de 13,15 km2.

### Voies de communication et transports

#### Transports en commun
Chenac fait partie des quelques villages du sud du Pays Royannais non desservis par une ligne régulière de transports en commun. Le réseau de transports urbains de l’agglomération de Royan, Cara'Bus, propose un service de transport à la demande vers les arrêts de bus les plus proches, à Cozes ou à Meschers-sur-Gironde. De là, il est possible de rejoindre les principaux pôles d’attraction de l’agglomération royannaise et jusqu’à la ville de Marennes, qui est située en dehors des limites de l’agglomération mais entretien des liens étroits avec elle.

### Climat
Le climat dont bénéficie la Charente-Maritime est un climat océanique tempéré de type aquitain, marqué par un ensoleillement moyen assez important : avec 2 250 heures par an, il est comparable à celui que connaît une partie de la côte méditerranéenne. La pluviosité y est modérée, les précipitations ne dépassant pas 1 200 mm par an. Les températures, quant à elles, varient en moyenne de +5 °C en hiver à +20 °C en été.
Les îles et l'ensemble du littoral de la Charente-Maritime se caractérisent par un climat particulièrement doux en hiver, et rafraîchissant l'été, grâce aux influences océaniques perpétuellement en mouvement (brise marine). Ces conditions climatiques favorables, toujours soumises aux influences de l'océan Atlantique, ont favorisé un véritable microclimat de type sub-aquitain et l'existence d'une végétation déjà méridionale. Ainsi la flore se caractérise-t-elle par la présence étonnante de lauriers-roses, eucalyptus, agaves, et même les mimosas se mettent à fleurir dès le mois de janvier.

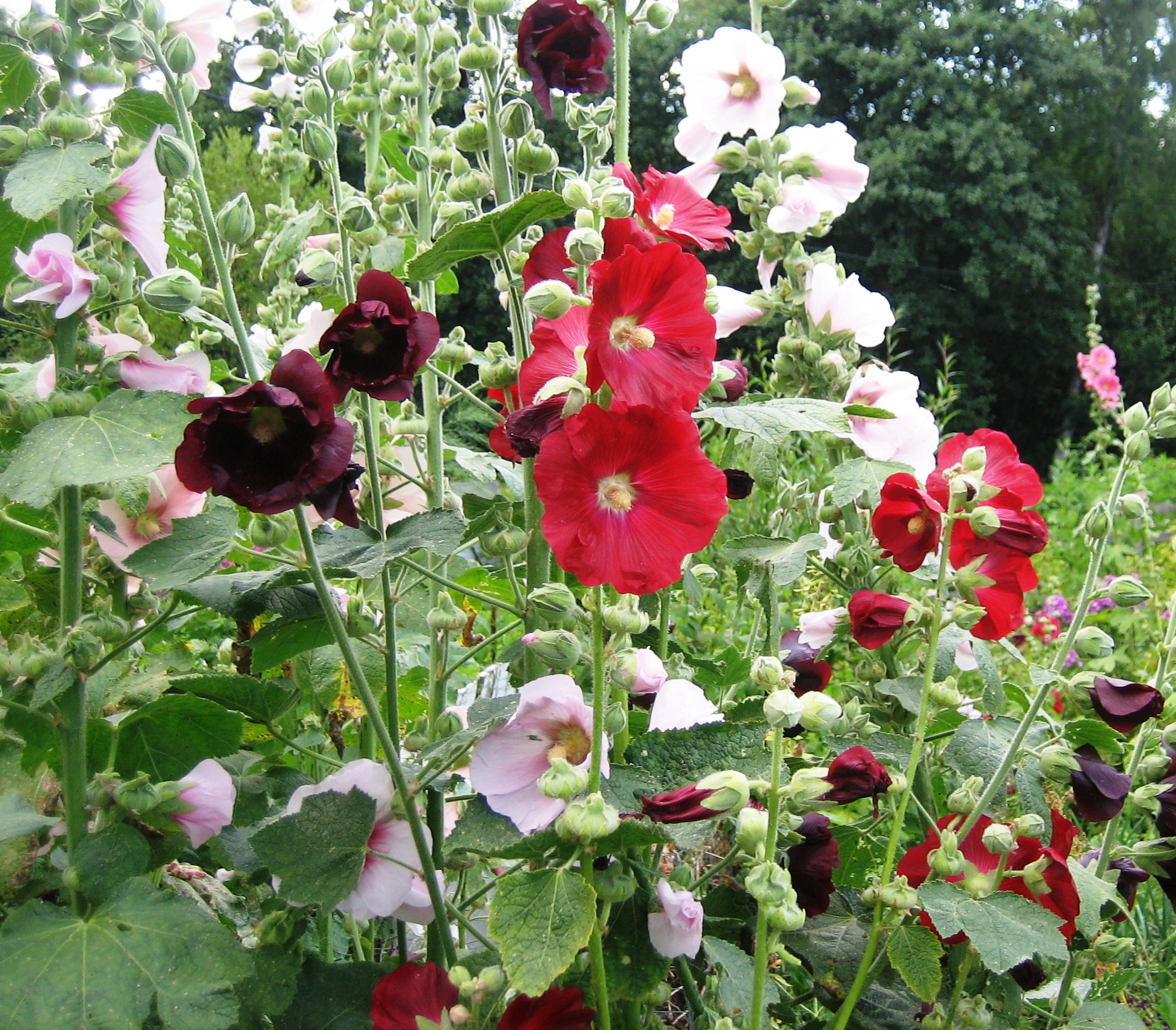
La rose trémière ou passerose, un des symboles de la Saintonge.

Aux essences déjà méridionales du chêne vert (ou yeuse) et du cyste, s'ajoutent une forte présence de palmiers, figuiers, orangers et même oliviers. Il existe toutefois un contraste entre le littoral, assez sec et ensoleillé et l'intérieur des terres, davantage pluvieux. La pluviométrie passe ainsi de 750 mm sur le littoral à 950 mm en Haute-Saintonge.
Les relevés de la station météorologique de La Rochelle entre 1946 et 2000 permettent de déterminer quelques dates majeures au point de vue climatique en Charente-Maritime : ainsi, au cours de ce laps de temps, la température la plus froide est relevée le 15 février 1956 : −13,6 °C. Un pic de température (dépassé seulement au cours de la canicule de 2003) est atteint le 8 juillet 1982 avec près de 39 °C à l'ombre. Si 1953 est considérée comme l'année la plus sèche, 2000 est au contraire la plus pluvieuse.
La Charente-Maritime est le département français qui a été le plus durement touché par la tempête Martin du 27 décembre 1999. Les records nationaux de vents enregistrés ont été atteints avec 198 km/h sur l'île d'Oléron et 194 km/h à Royan.
Dans la nuit du 23 au 24 janvier 2009, la région est frappée par la tempête Klaus. Malgré des rafales de vent dépassant les 120 km/h, les dégâts relevés dans la commune demeurent relativement minimes au regard de la situation dans le Médoc tout proche.

#### Données générales
| Ville              | Ensoleillement · (h/an) | Pluie · (mm/an) | Neige · (j/an) | Orage · (j/an) | Brouillard · (j/an) |
| ------------------ | ----------------------- | --------------- | -------------- | -------------- | ------------------- |
| Médiane nationale  | 1 852                   | 835             | 16             | 25             | 50                  |
| Chenac-sur-Gironde | 2250                    | 755             | 4              | 13             | 26                  |
| Paris              | 1 717                   | 634             | 13             | 20             | 26                  |
| Nice               | 2 760                   | 791             | 1              | 28             | 2                   |
| Strasbourg         | 1 747                   | 636             | 26             | 28             | 69                  |
| Brest              | 1 555                   | 1 230           | 6              | 12             | 78                  |
| Bordeaux           | 2 070                   | 987             | 3              | 32             | 78                  |

#### Données météorologiques à Bordeaux
| Mois                              | jan.  | fév.  | mars | avril | mai  | juin | jui. | août | sep. | oct. | nov.  | déc.  | année |
| --------------------------------- | ----- | ----- | ---- | ----- | ---- | ---- | ---- | ---- | ---- | ---- | ----- | ----- | ----- |
| Température minimale moyenne (°C) | 2,8   | 3,4   | 4,6  | 6,6   | 10,3 | 13   | 15,1 | 15,2 | 12,5 | 9,5  | 5,5   | 3,8   | 8,5   |
| Température moyenne (°C)          | 6,4   | 7,6   | 9,6  | 11,6  | 15,4 | 18,3 | 20,8 | 20,9 | 18,1 | 14,2 | 9,4   | 7,3   | 13,3  |
| Température maximale moyenne (°C) | 10    | 11,7  | 14,5 | 16,5  | 20,5 | 23,5 | 26,4 | 26,6 | 23,7 | 18,8 | 13,4  | 10,7  | 18,1  |
| Record de froid (°C)              | −16,4 | −15,2 | −9,9 | −5,3  | −1,8 | 2,5  | 4,8  | 1,5  | −1,8 | −5,3 | −12,3 | −13,4 | −16,4 |
| Record de chaleur (°C)            | 20,2  | 26,2  | 29,8 | 31,1  | 35,4 | 38,5 | 39,2 | 41,9 | 37,6 | 32,2 | 25,1  | 22,5  | 41,9  |
| Précipitations (mm)               | 92    | 82,6  | 70   | 80    | 83,9 | 63,8 | 54,5 | 59,5 | 90,3 | 94,1 | 106,9 | 106,7 | 984,1 |

#### Données météorologiques à La Rochelle
| Mois                              | jan. | fév. | mars | avril | mai  | juin | jui. | août | sep. | oct. | nov. | déc. | année |
| --------------------------------- | ---- | ---- | ---- | ----- | ---- | ---- | ---- | ---- | ---- | ---- | ---- | ---- | ----- |
| Température minimale moyenne (°C) | 3,4  | 2,8  | 5,4  | 7,4   | 10,7 | 13,7 | 15,8 | 15,7 | 13,7 | 10,5 | 6,3  | 3,9  | 9,2   |
| Température moyenne (°C)          | 5,9  | 6,9  | 8,7  | 11,1  | 14,3 | 17,5 | 19,8 | 19,6 | 17,8 | 14,2 | 9,4  | 6,6  | 12,7  |
| Température maximale moyenne (°C) | 8,5  | 9,9  | 12,1 | 14,7  | 17,9 | 21,3 | 23,8 | 23,5 | 21,8 | 18   | 12,6 | 9,2  | 16,1  |
| Ensoleillement (h)                | 84   | 111  | 174  | 212   | 239  | 272  | 305  | 277  | 218  | 167  | 107  | 85   | 2 250 |
| Précipitations (mm)               | 82,5 | 66,1 | 57   | 52,7  | 61,1 | 42,9 | 35,1 | 46,4 | 56,5 | 81,6 | 91,8 | 81,8 | 755,3 |

## Économie
Chenac-sur-Gironde est au cœur d'un bassin d'emploi particulièrement attractif, la zone d'emploi de Royan (issue de la partition de l'ancienne zone d'emploi Saintonge maritime, qui regroupait de nombreuses communes du Pays Rochefortais, du Pays Marennes-Oléron et du Pays Royannais), forte de 27 753 emplois en 2008. La zone d'emploi de Royan est, avec celle de La Rochelle, la plus dynamique de l'ex-région Poitou-Charentes, toutes deux profitant « d'un tissu économique et d'une démographie dynamiques » (Insee). La croissance y est particulièrement soutenue, du fait du développement des activités tertiaires.

## Administration
| Période                                  | Période | Identité | Étiquette | Qualité |
| ---------------------------------------- | ------- | -------- | --------- | ------- |
|                                          |         |          |           |         |
| Les données manquantes sont à compléter. |         |          |           |         |

## Population et société

### Démographie
| 1793 | 1800 | 1806 | 1821 | 1831 | 1836 | 1841 | 1846 | 1851 |
| ---- | ---- | ---- | ---- | ---- | ---- | ---- | ---- | ---- |
| 832  | 856  | 770  | 812  | 901  | 865  | 835  | 815  | 821  |

| 1856 | 1861 | 1866 | 1872 | 1876 | 1881 | 1886 | 1891 | 1896 |
| ---- | ---- | ---- | ---- | ---- | ---- | ---- | ---- | ---- |
| 809  | 817  | 806  | 743  | 744  | 736  | 700  | 679  | 628  |

| 1901 | 1906 | 1911 | 1921 | 1926 | 1931 | 1936 | 1946 | 1954 |
| ---- | ---- | ---- | ---- | ---- | ---- | ---- | ---- | ---- |
| 637  | 630  | 636  | 587  | 542  | 524  | 533  | 495  | 519  |

| 1962 | - | - | - | - | - | - | - | - |
| ---- | - | - | - | - | - | - | - | - |
| 488  | - | - | - | - | - | - | - | - |

Histogramme

(élaboration graphique par Wikipédia)

### Enseignement
Chenac appartient à l'académie de Poitiers. L'école du village est en RPI avec les écoles d’Épargnes (école maternelle et CP) et d’Arces-sur-Gironde (du CE2 au CM2). Les élèves du second cycle sont ensuite dirigés vers le collège des Vieilles Vignes de Cozes. Les lycées les plus proches sont situés à Royan (enseignement général et technologique et enseignement professionnel) et les universités et Grandes écoles à La Rochelle et Bordeaux. Le transport scolaire est assuré par le réseau de transports urbains de l’agglomération royannaise Cara'Bus.

### Santé et sécurité
Les cabinets médicaux les plus proches sont situés à Mortagne-sur-Gironde et à Cozes. Les hôpitaux et cliniques du secteur sont situés à Royan (CHR Malakoff à Vaux-sur-Mer, public, qui dispose d’un service d’urgences 24 heures/24 ; polyclinique de Saint-Georges-de-Didonne, privée, et clinique Pasteur, privée) ou à Saintes (Centre hospitalier de Saintonge, public, plus important centre hospitalier du département). Les pharmacies les plus proches sont à Mortagne-sur-Gironde, à Cozes ou à Meschers-sur-Gironde.
Le centre de secours des sapeurs pompiers le plus proche est à Mortagne-sur-Gironde. Une autre caserne est située à Cozes. La gendarmerie du secteur est à Mortagne-sur-Gironde.

### Médias

#### Télévision
Les chaînes de la TNT sont reçues sans difficulté particulière par le biais des émetteurs de Bordeaux-Bouliac (92 % de réception) et de Lesparre-Médoc (91 % de réception), qui permettent de voir France 3 Aquitaine et la chaîne locale bordelaise TV7 Bordeaux, mais non France 3 Poitou-Charentes. L'émetteur de Vaux-sur-Mer, qui diffuse France 3 Poitou-Charentes, est mal reçu (44 % de réception).

#### Radio
La plupart des radios nationales présentes dans le département peuvent être écoutées dans la commune. Les informations départementales sont relayées par la station de radio publique France Bleu La Rochelle. France Bleu Gironde est également reçue sans difficulté.
Les stations de radio locales pouvant être écoutées dans la commune sont principalement Demoiselle FM (généraliste, émettant depuis Rochefort, et disposant de studios à Saint-Georges-de-Didonne), Mixx radio (techno, dance et musiques électroniques, émettant depuis Cognac et reprise par le réémetteur de Saintes), RCF Accords Charente-Maritime (religieuse, émettant depuis La Rochelle), Wit FM (généraliste, émettant depuis Bordeaux) et Aqui FM (généraliste, émettant depuis Lesparre-Médoc).

#### Presse
La presse locale est représentée par le quotidien Sud Ouest, dont le siège est à Bordeaux, et qui dispose d'une rédaction locale à Royan.

### Cultes
Chenac-sur-Gironde appartient au diocèse catholique de La Rochelle et Saintes, lui-même subdivision de la province ecclésiastique de Poitiers depuis 2002 (de la province ecclésiastique de Bordeaux avant cette date), au doyenné de Royan et à la paroisse Notre-Dame de l’estuaire, centrée sur Cozes, qui regroupe douze communes du sud du Pays Royannais. La messe est célébrée suivant un calendrier tournant dans les différentes communes de la paroisse (environ une fois tous les deux mois, le samedi soir à 18 heures en l’église Saint-Martin).
Chenac n’abrite pas de temple de l’Église réformée. La commune dépend de l’Église protestante unie de Saintes-Sud-Saintonge. Le culte est célébré en alternance dans les temples de Cozes, Meschers-sur-Gironde, Gémozac, Mortagne-sur-Gironde, Saint-Fort-sur-Gironde et Pons.
Les autres confessions ne disposent pas de lieu de culte dans le village.

## Culture locale et patrimoine

### Lieux et monuments

#### Église Saint-Martin

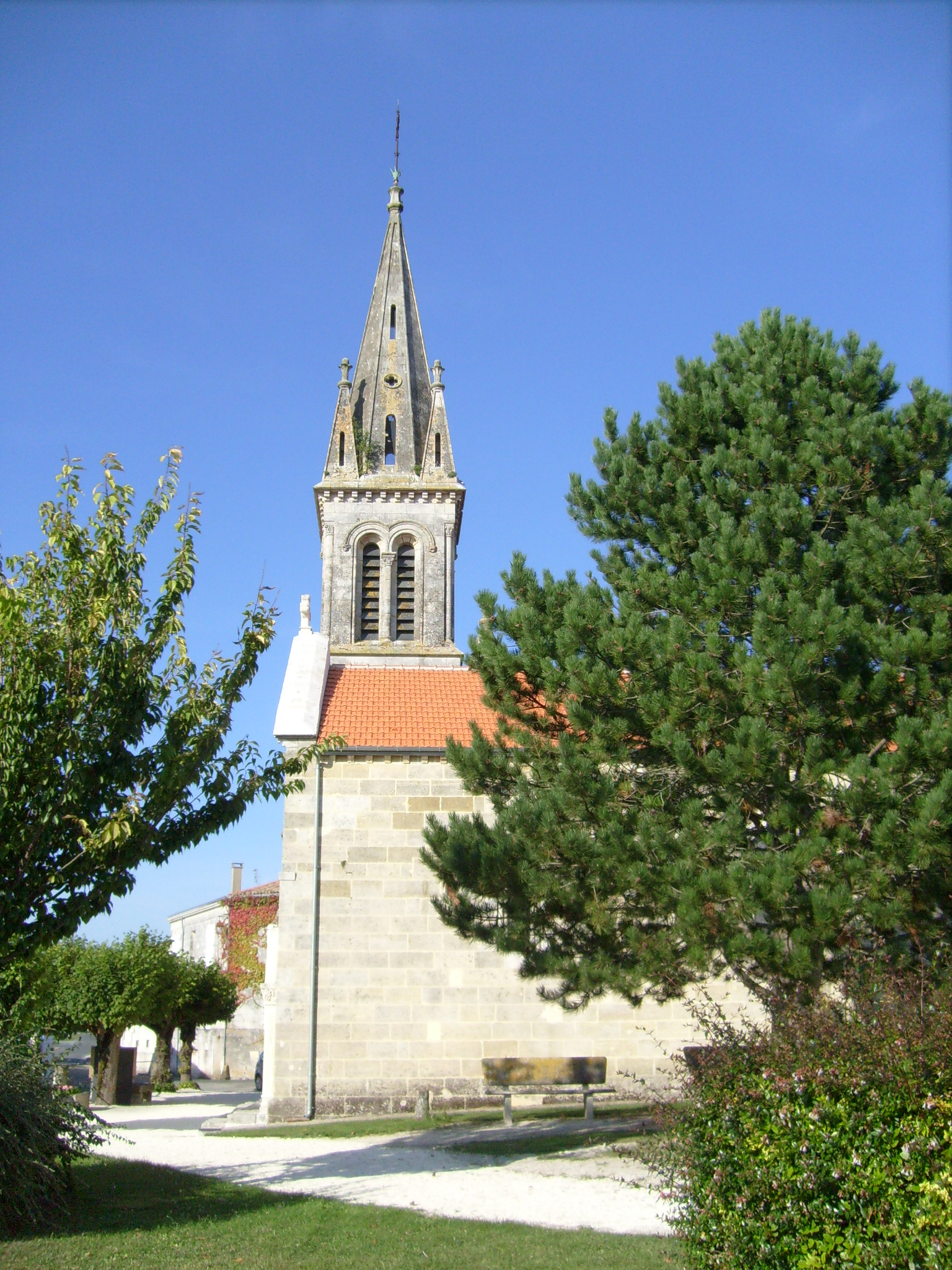
L'église Saint-Martin.

Cet édifice de style néo-roman se dresse au centre du village, sur un promontoire rocheux. Il remplace une église qui, mal entretenue, était devenue vétuste.
Les travaux, initiés en 1852, furent poursuivis à partir de 1866 sur les plans de l'architecte Aimé Bonnet, lequel choisit de s'inspirer des églises romanes de la région plutôt que de construire un sanctuaire néo-gothique, comme cela avait été envisagé auparavant. Les travaux furent achevés dès 1868.
L'église forme un plan en forme de croix latine, comprenant une nef voûtée en plâtre, un transept et une abside semi-circulaire éclairée de cinq baies.
La façade, qui s'étale sur trois niveaux, est très richement ornée. Deux arcs aveugles encadrent un portail en plein-cintre comportant trois voussures, ornées de motifs végétaux, l'ensemble étant complété par une archivolte dont les motifs en dents de scie tranchent par leur extrême simplicité. Les chapiteaux des colonnettes reproduisent des thèmes chers aux sculpteurs médiévaux : animaux extraordinaires (chevaux à tête humaine), oiseaux et feuilles d'acanthe. Une arcature retombant sur neuf colonnettes constitue le niveau supérieur, lui-même surmonté d'un oculus.
L'édifice est encadrée par un clocher surmonté d'une flèche construite à partir de pierres provenant de carrières situées non loin de là, dans les villages de Thénac et de Thaims.

### Patrimoine culturel

#### Langue saintongeaise

Aire linguistique du saintongeais.

La commune est située dans l'aire linguistique du saintongeais, un dialecte faisant partie de la famille des langues d’oïl, branche des langues romanes, qui comprend également le français, l’angevin le picard et le poitevin avec lequel il est souvent regroupé dans un domaine plus vaste, le poitevin-saintongeais.
Le saintongeais  (saintonjhais) est la langue vernaculaire parlée en Saintonge ainsi que dans une partie de l'Aunis, de l'Angoumois, mais aussi dans quelques enclaves de Guyenne (Pays Gabay ou Grande Gavacherie, Petite Gavacherie autour de Monségur dans l'Entre-deux-Mers et enclave du Verdon, en Médoc). On l’appelle parfois aussi le charentais ou encore le patois charentais. Les locuteurs sont dits patoisants.
Le saintongeais a fortement influencé l’acadien et en conséquence, par ricochet, le cadien ; quant au québécois, il a été influencé par les parlers tels que le normand, le francien et le saintongeais.
La langue saintongeaise présente de nombreux traits communs avec des langues telles que le cadien ou l'acadien, ce qui s'explique par les origines saintongeaises d'une partie des émigrants vers la Nouvelle-France au XVIIe siècle.

#### Gastronomie
La gastronomie saintongeaise est principalement axée sur trois types de produits : les produits de la terre, les produits de la mer et les produits de la vigne.
Les préparations à base de viande de porc occupent une place prépondérante dans la cuisine régionale : ainsi des gratons ou des grillons, sortes de rillettes à base de viandes rissolées et confites dans leur graisse, du gigorit (ou gigourit), un civet mêlant sang, gorge, foie et oignons, ou de la sauce de pire, à base de fressure, d'oignons et de vin blanc de pays.

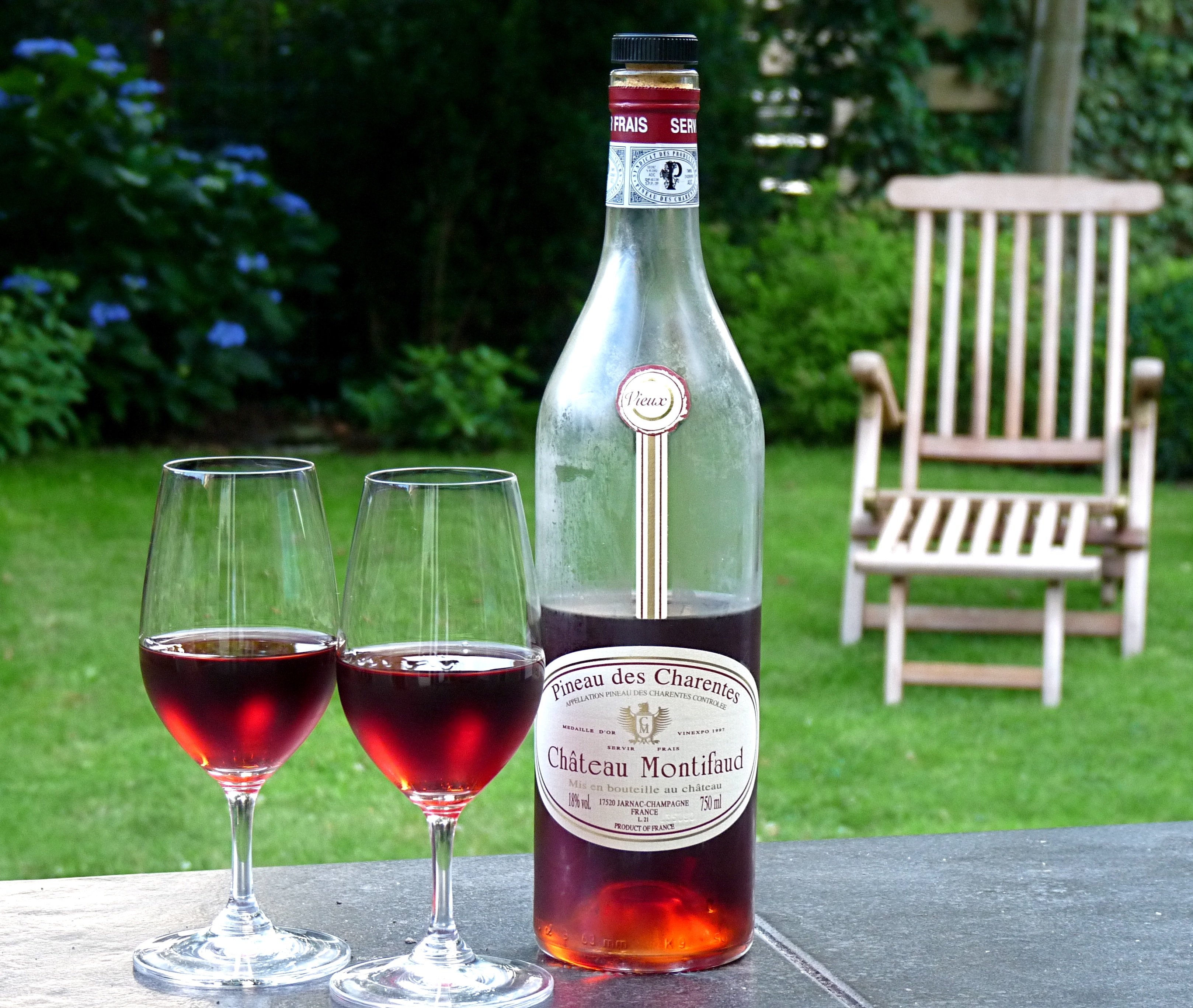
Les vignes du village servent notamment à la production de pineau des Charentes.

La cuisine saintongeaise intègre tout naturellement de nombreuses recettes à base de « cagouilles », le nom local de l'escargot petit-gris. Animal tutélaire de la Saintonge, il est notamment cuisiné « à la charentaise », c'est-à-dire cuit dans un court-bouillon agrémenté de vin blanc, d'ail et de mie de pain.
Parmi les autres spécialités locales, il convient de noter le « caviar de Gironde », dont le village voisin de Saint-Seurin-d'Uzet était autrefois un des principaux pourvoyeurs, mais également les pibales (alevins d'anguille pêchés dans la Gironde, spécialité de Mortagne et de Blaye), les sardines de Royan, les « thyeusses de gueurnouilles » (cuisses de grenouilles), la « sanglette », une galette préparée à base de sang de poulet et d'oignons cuits, le farci saintongeais (variante du farci poitevin), le lapin au pineau, le foie gras ou encore les confits. La grande spécialité de la presqu'île d'Arvert voisine est l'huître de Marennes-Oléron, de renommée internationale.
Les desserts traditionnels sont issus de la cuisine paysanne : millas (gâteau à la farine de maïs, qu'on retrouve dans une grande partie du sud-ouest de la France), galette charentaise, au beurre Charentes-Poitou, ou encore merveilles (beignets).
Les vignes de la région servent à la confection d'eaux-de-vie réputées, telles que le pineau des Charentes et plus encore, le cognac. Chenac est ainsi intégralement située dans la zone de production des « bons bois ».